# 约氏棘胎鳚
約氏棘胎鳚（學名：Acanthemblemaria johnsoni），為輻鰭魚綱鳚形目煙管鳚科棘胎鳚屬的一種，種名是為了紀念史密森學會魚類部館長、魚類學家 G·大衛·約翰遜（G. David Johnson），分布於中西大西洋托巴哥島及委內瑞拉海域，本魚體延長、頭短鈍，從吻部到眼後部與背鰭之間1/2處有鈍刺，前鼻口及眼睛上方有觸鬚，口腔頂部側面有兩排發育良好的牙齒，頭淺棕褐色，頭部和前部顏色較深，眼後有一橢圓形深色斑點，鰓蓋、胸鰭基部和背部沿側腹有一排亮白色斑點，身體前部2/3處有深色橫帶，雄魚的頭部、身體和背鰭呈黑色，背部至腹部中部的高度，背鰭硬棘23-25枚、背鰭軟條12-13枚、臀鰭硬棘2枚、臀鰭軟條23-25枚，體長可達3.5公分，棲息在礁石區底部，通常躲在管蟲空巢穴，以小型無脊椎動物為食，雌魚產附著性卵，由雄魚守護魚卵，生活習性不明。